# The Best of James Taylor
The Best of James Taylor è la quarta raccolta di James Taylor, pubblicata l'8 aprile 2003.
La compilation comprende due brani inediti, Country Road in versione singolo e Bittersweet, inciso appositamente per l'album, un brano in versione live, Steamroller e la versione reincisa nel 1976 di Carolina in My Mind.

## Tracce
Testi e musiche di James Taylor.
1. Something in the Way She Moves – 3:09
2. Sweet Baby James – 2:53
3. Fire and Rain – 3:25
4. Country Road (Brano inedito in versione singolo) – 3:30
5. You've Got a Friend – 4:30 (Carole King)
6. You Can Close Your Eyes – 2:32
7. Long Ago and Far Away – 2:22
8. Don't Let Me Be Lonely Tonight – 2:37
9. Walking Man – 3:35
10. How Sweet It Is (To Be Loved by You) – 3:37 (Brian Holland, Lamont Dozier, Eddie Holland)
11. Mexico – 3:00
12. Shower the People – 4:33
13. Golden Moments – 3:32
14. Steamroller (Brano registrato dal vivo nell'agosto 1975 all'Universal Amphitheatre di Los Angeles) – 5:06
15. Carolina in My Mind (Brano reinciso nell'ottobre 1976 al Sound Factory di Los Angeles) – 4:00
16. Handy Man – 3:20 (Otis Blackwell, Jimmy Jones)
17. Your Smiling Face – 2:48
18. Up on the Roof – 4:22 (Gerry Goffin, Carole King)
19. Only a Dream in Rio – 5:03
20. Bittersweet (Brano inedito) – 3:44 (John Sheldon)